# Exechia insularis
Exechia insularis är en tvåvingeart som beskrevs av Mitsuhiro Sasakawa 1992. Exechia insularis ingår i släktet Exechia och familjen svampmyggor. Inga underarter finns listade i Catalogue of Life.